# Ehrenfriedersdorf
Ehrenfriedersdorf település Németországban, azon belül Szászország tartományban. Lakosainak száma 4521 fő (2023. december 31.). Ehrenfriedersdorf Drebach, Thermalbad Wiesenbad és Thum községekkel határos.

## Népesség
A település népességének változása:
| Lakosok száma | 4762 | 4757 | 4761 | 4550 | 4541 | 4521 |
|               | 2016 | 2017 | 2019 | 2021 | 2022 | 2023 |